# Koti Fluctus
Il Koti Fluctus è una struttura geologica della superficie di Venere.